# 渋谷らくご

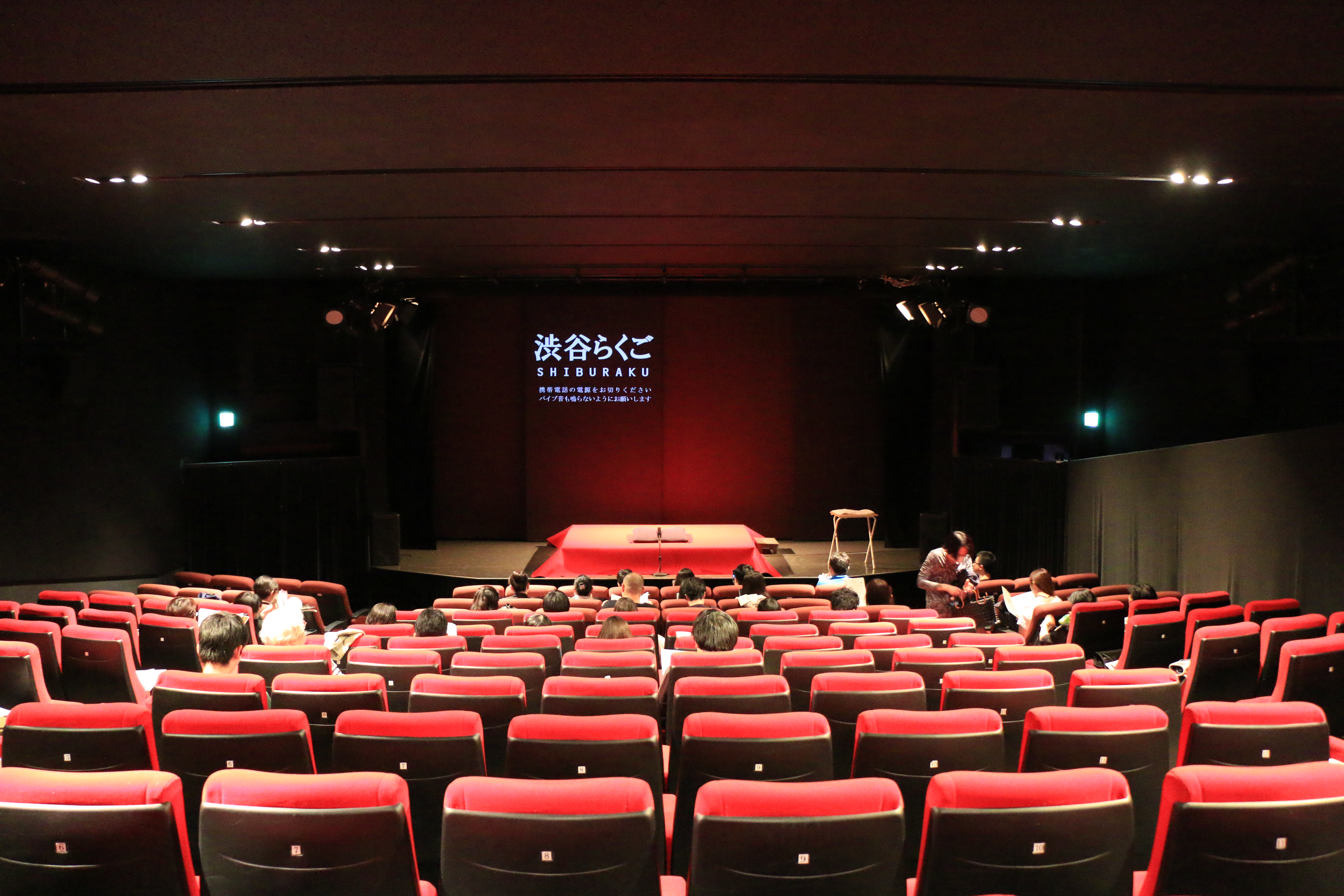
渋谷らくごの会場であるユーロライブ。映画館を改修して作られたため、客席に傾斜がついている。

渋谷らくご（しぶやらくご）は、東京都渋谷区のユーロスペースで行われている落語会。通称シブラク。「初心者向けの会」という看板を掲げており、従来の寄席・落語会とは出演者・公演時間など、異なる点が多いのが特徴。

## 概要
発足は2014年11月。仕掛け人はユーロスペースの代表堀越謙三。渋谷を再度若者文化の発信地とするためユーロスペースの2Fを購入、新たにホール「ユーロライブ」をオープンさせて、サンキュータツオをキュレーターとして起用、渋谷らくごをスタートさせた。企画を立ち上げてから第一回をスタートさせるまでには一か月あまりしかなく、出演者や告知などは綱渡りの状態で始まった。
「初心者が楽しめる落語会」をマニフェストに掲げており、初心者でも気軽に訪れやすい番組編成、公演時間で開催されている。
公演は原則として、毎月第2金曜から5日間、1日2回の計10公演。場所はユーロスペース2階のユーロライブ。ホームページやTwitterなどによる情報発信を積極的に行っている。
従来の寄席や落語会では行われなかった、プレビューとレビューの公開をホームページ上で行っている。レビューは来場者のなかから募集したモニターによって書かれている。以上のような取り組みから、従来の落語会と比べて客層が若く、笑いに対するレスポンスが良いのが特徴である。
毎月公演初日20時からの会はWOWOWぷらすとにて生中継されていたが、ぷらすとの運営がWOWOＷからアクトビラに変更になった2019年6月から中止になっている。

## 特徴
会場が元々映画館だったこともあり、めくりや緞帳などの設備はない（めくりの代わりに、演者の背後の壁に高座名が投影される）。座席はアーウィンシーティング社製である。
渋谷らくごの会場等で配布されているチラシには、マニフェストとして以下の3点が挙げられている。
1. 渋谷という場所だからこそ、若い人でも気軽に落語を楽しめる場所にします！
2. 新しい切り口の興行内容とスタイルを構築し、トレンドを作ります！初めての人でもフラっと入って楽しめる、落語会を作ります！
3. 演劇、映画、お笑い…　そんな文化と落語を並列化します！

また渋谷らくご１周年を記念して発行された『渋谷らくご一周年記念本 渋谷らくご 2014.11-2015.10』には「渋谷らくごの八大特徴」として下記の８つが挙げられている。
- 二ツ目と若手真打が中心となって輝き、ベテラン真打を尊敬する会
- 演者の持ち時間は全キャリア共通30分
- 都会人に合わせた開演期間、開演時間
- 順序どおりではない出番順　組織をこえた個性的な出演陣　二ツ目でもトリをとる
- 3か月以上経ったらおなじネタをかけてよい
- 会場でもネットでも、演者と観客の双方向性
- 多才なトークゲスト
- 創作らくごネタおろし会「しゃべっちゃいなよ」ほか魅力的な企画のご提案

またそれ以外にも以下のような特徴がある。
- 前座が開口一番を務めない（高座返しなど、楽屋仕事は行う）。
- 二ツ目がトリを取ることがある。また真打が開口一番を務めることがある。
- 開演前と開演後に、番組編成を務めるサンキュータツオとゲストのトークコーナーが設けられることがある。

ユーロスペースが渋谷区のキャッシュレス決済導入促進事業の対象事業者であることに伴い、落語会・寄席としては珍しくチケット購入の際の現金以外の決済手段が多彩である。

## 公演スタイル
渋谷らくごでは、公演の曜日・時間帯によって、複数の公演スタイルがある。
発足当初から行われていたのは、以下の6種類である。
- 渋谷らくご - 公演時間は2時間。4人の出演者が30分ずつネタを披露する。渋谷らくごで最も基本的なスタイルの会。
- ひとりらくご - 公演時間は1時間。ひとりの出演者が60分高座を務める。原則として平日の18時に開催される。
- ふたりらくご - 公演時間は1時間。ふたりの出演者が30分ずつネタを披露する。原則として平日の18時に開催される。
- 創作らくご - 公演時間は2時間。4人の出演者が30分ずつネタを披露する。ネタは創作らくご限られる。
- 林家彦いちプレゼンツ 創作らくごネタおろし会「しゃべっちゃいなよ」 - 2015年2月よりスタート。偶数月に開催され、4人の出演者と主催者の林家彦いちが出演し、創作らくごのネタおろしを行う。  また毎年12月には、その年の最優秀創作らくごを決めるグランドチャンピオン大会が行われる。
- まくら王 - 4人の出演者が、マクラ（落語の本題の前に披露する軽い小咄など）を披露し、最後に出演するひとりが落語を一席披露する会。

原則として、平日は18時からの1時間公演と20時からの2時間公演の2公演。土・日・祝日は14時、17時からの2時間公演が行われる。
また以下の公演がのちに行われるようになった。
- 思い出噺 - 2022年12月から不定期に開催。出演者が自分の思い出の噺を、そのエピソードとともに演じる。
- 怪談の会 - 2024年7月に開催。出演者は怪談噺を演じる。
- テッパン演芸会 - 2019年5月から不定期に開催。出演者の得意ネタ（テッパンのネタ）を演じる公演。
- 十五分研究会 - 2024年5月から不定期開催。60分の公演で4人が出演し、15分の持ち時間で高座を務める。

また2016年7月からは、渋谷らくご開催週の土曜20時に1時間の勉強会が開催されている。同年11月からは、「桂三木男を見守る会」と称し、真打昇進を控えた桂三木男の勉強会が毎月開催されていた。2018年1月から12月の1年間は、『月刊太福マガジン』と称し、玉川太福の高座を中心とした公演が行われた。2019年からは3人の出演者が得意ネタを演じる「テッパン演芸会」が、同年後半からは柳家緑太による一人会「おしゃべり緑太の会」が行われている。
2021年11月からは、日曜日の午前11時から開催される「はやおきらくご」がスタート。原則としてキャリアの浅い2つ目4名が出演する。配信はされず、会場のみの観覧となる。

## 特別な公演
通常公演のほかに、出演者名を冠した特別公演を行うことがある。
- 『アヴァンギャルド昇々 ダイナミック移住生活 アクロバティック落語会』…主に18:00時回で実施。春風亭昇々がひとりで1時間の高座を務める。関東郊外に移住した昇々がそこで体験するいろいろは出来事を、写真や動画を交えてトークをし、最後に1席落語を演じる。
- 『吉笑三題噺』…立川吉笑が三題噺に挑戦する会。2022年より毎年3月に実施されている（詳細は後述）。
- 『月刊太福マガジン』…2018年の1年間、土曜日の20時から行われていた前座2名と玉川太福による公演。2023年4月からは、玉川太福がトリを取る公演を『月刊太福マガジン』と銘打って開催されている。
- 『立川左談次追善興行』…2019年より毎年3月に開催。2018年3月に亡くなった立川左談次を偲ぶ会。弟子だった立川左平次、立川談吉や、立川流の落語家、ゆかりの深かった落語家が出演する。公演のトリは左談次が映像で出演する。
- 『立川寸志の落語基礎演習』…立川寸志が落語の演目をテーマに講義を行い、最後にそのネタを一席演じるという形式の会。目黒のさんま、時そば、寝床など、噺の基礎的な解説や、考察などが寸志による独自の視点で語られる。
- 『談吉イリュージョン』…立川談吉がトリを取る公演。奇想天外な新作落語で知られる立川談吉にちなみ、共演する出演者も新作落語を演じる。
- 『柳家花ごめの怪噺の会』…怪談をライフワークとしている柳家花ごめが、ゲストの怪談師とともに怪談を語る会。

## 出演者
若手真打と二ツ目が中心。主な出演者は、東京最大の協会である落語協会、二ツ目ユニット「成金」を擁する落語芸術協会、落語立川流からが多い。また発足以来圓楽一門会からの出演者はいなかったが、2017年4月に三遊亭鳳笑が出演したことにより、東京四派の落語家がすべて出演することになった。落語以外には浪曲、講談、漫才が演じられることがある。上方で活動する落語家、浪曲師も出演している。
一方で、通常の寄席には欠かせない紙切り、太神楽、奇術、ボーイズ、三味線漫談などのいわゆる「色物」（除く漫才）は出演しない。

### 主な出演者

#### 落語協会
- 柳家小里ん ‐ 隔月で出演。
- 橘家圓太郎
- 橘家文蔵
- 林家彦いち - 創作落語ネタおろし会「しゃべっちゃいなよ」主催。2019年まで、自身も2か月に1度創作落語のネタおろしを行っていた。
- 入船亭扇辰 - 隅田川馬石と出演するふたりらくごは「純米大吟醸落語」と銘打たれ、定期開催されている。
- 古今亭菊之丞 - 2015年11月に初出演。おおむね3か月に1回のペースで出演を続けている。
- 隅田川馬石 - 入船亭扇辰と出演するふたりらくごは「純米大吟醸落語」と銘打たれ、定期開催されている。
- 春風亭百栄
- 入船亭扇里 - まったく芸風の違う立川こしらとふたりらくごに出演している。2017年4月、自身の渋谷らくごでの音源20席分が収録されたUSBメモリが発売された。
- 蜃気楼龍玉 ‐ 2018年12月初出演。2020年9月からはほぼ毎月出演している。
- 林家きく麿 ‐ 隔月で出演。
- 柳家小せん ‐ 隔月で出演。
- 古今亭文菊
- 台所おさん
- 柳家小八 ‐ 師匠喜多八と共演することも多かった。
- 桂三木助 ‐ 2016年から2017年にかけて毎月「芝浜」を演じる会を実施。2018年以降は毎年12月に出演し「芝浜」を演じている。
- 柳家わさび
- 弁財亭和泉 - 2016年 渋谷らくご創作大賞受賞。
- 柳家勧之助 ‐ 隔月で出演。
- 柳家さん花
- 柳亭市童 - 第4回渋谷らくご大賞おもしろい二ツ目賞受賞。
- 柳家緑太 ‐ 2019年の年末から「おしゃべり緑太の会」と称し、まくらと落語で1時間の会を定期開催している。
- 春風亭一花
- 春風亭朝枝 - 2020年6月に初出演。2022年4月から毎月出演している。
- 三遊亭青森 ‐ 2022年楽しみな二つ目賞、2023年面白い二つ目賞を受賞。

#### 落語芸術協会
- 三遊亭遊雀
- 雷門小助六
- 柳亭小痴楽
- 瀧川鯉八 - 第1回、第3回渋谷らくご大賞受賞。第4回渋谷らくご大賞おもしろい二つ目賞受賞。2016年11月には6日間毎日高座に上がる「鯉八まつり」公演が行われた。
- 春風亭昇々 - 第2回渋谷らくご大賞受賞。2020年渋谷らくご創作大賞受賞。
- 笑福亭羽光 - 第4回渋谷らくご創作大賞受賞。
- 瀧川鯉津 - サンキュータツオに直談判して出演するようになった[7]。
- 春風亭昇羊
- 柳亭信楽

#### 五代目圓楽一門会
- 三遊亭鳳笑 ‐ 圓楽一門会で最初に渋谷らくごに出演した。
- 三遊亭好二郎
- 三遊亭兼太郎

#### 落語立川流
- 立川談修 ‐ 2021年2月から出演。以降、偶数月に出演している。
- 立川志ら乃 - 2015年 渋谷らくご創作大賞受賞。
- 立川こしら
- 立川吉笑 - 2021年 渋谷らくご創作大賞、渋谷らくご大賞をダブル受賞。2022年3月には6日間連続で三題噺を作る特別公演が行われた。[8]
- 立川談吉
- 立川寸志 - 2014年11月、初回公演の前座。二ツ目昇進後に正式出演者として登場[9]。
- 立川笑二 - 2020年 渋谷らくご おもしろい二ツ目賞
- 立川談洲

#### 上方落語
- 桂春蝶 - 上方落語協会所属だが、活動拠点が東京にあり、定期的に出演している。
- 桂三四郎 - 上に同じ

#### フリー
- 快楽亭ブラック - 2018年7月から出演。主に偶数月に出演している。

#### 講談
- 六代目神田伯山 - 初期の渋谷らくごではほぼ毎月出演していた。初めてトリを務めた2015年5月の会は初の満員札止めとなり、大きな話題となった（後述）。2019年12月13日の「神田松之丞卒業公演」で定期的な出演を終了。
- 田辺いちか - 2020年 渋谷らくご たのしみな二ツ目賞受賞。以降毎月出演している。

#### 浪曲
- 玉川太福 - 2015年 渋谷らくご創作大賞受賞。
- 沢村豊子（曲師）
- 広沢美舟（曲師）
- 玉川みね子（曲師）

#### 漫才
- 風藤松原（漫才） ‐ 2018年～2020年にかけて出演。のちに落語協会の正会員となる。

#### 漫談
- ナオユキ

### 過去の出演者
- 柳家喜多八 - 2016年5月死去。亡くなる直前まで病を押して高座に上がっていた。
- 春風亭一之輔 - 発足時からの中心的存在。サンキュータツオが渋谷らくごを始めるにあたって、まず最初に声をかけた落語家と話している。2018年からは出演ペースが落ち、年2回ほどの出演となっている。
- 古今亭志ん五 - 渋谷らくごの公式読み物『どがちゃが』では落語家の似顔絵を掲載していた。2021年11月を最後に出演していない。
- 古今亭駒治 ‐ 2017年 渋谷らくご創作大賞受賞。2022年3月を最後に出演していない。
- 瀧川鯉斗 - シブラク初期から出演していたが、真打昇進以降は出演していない。
- 昔昔亭A太郎 - 2015年12月　第1回渋谷らくご特別賞(奇妙な二ツ目賞)受賞。
- 立川左談次 - 2017年9月に、自身の落語家生活50周年を記念し、5日間毎日高座にあがる特別興行が行われた。2018年3月死去。生前最後の高座も渋谷らくごの公演であり、前述の喜多八同様、亡くなる直前まで高座に上がり続けていた。
- 立川生志 - 2016年9月まで出演。
- 神田鯉栄 - 2019年から出演。迫力のある高座とマクラで人気を博し、レギュラー出演していたが、2020年末より休養している。
- 玉川奈々福 - シブラク初期から出演していたが、2020年3月以降は出演していない。
- POISON GIRL BAND（漫才） ‐ 2015年・2017年に出演。2020年を最後にコンビでの活動を休止しており、以降の出演はない。

## 表彰と受賞者
毎年12月に開催される創作らくごネタおろし会「しゃべっちゃいなよ」グランドチャンピオン大会にて表彰式が行われている。
年間を通じて最も活躍した二ツ目に贈られる渋谷らくご大賞（元々は面白い二つ目賞）と、年間で演じられた「しゃべっちゃいなよ」の最優秀賞である渋谷らくご創作大賞の表彰が行われる。渋谷らくご大賞の授与においては、受賞した人の経歴に傷がつかないよう、この賞が欲しいか、あらかじめ本人に確認している。また、初回から審査員を務めている長嶋有は、落語を聴くのは一年でこの会の時だけと断言している。

### 2015年12月15日『しゃべっちゃいなよ』チャンピオン大会
- 渋谷らくご大賞 おもしろい二つ目賞　瀧川鯉八[10]
- 渋谷らくご特別賞 奇妙な二つ目賞　昔昔亭Ａ太郎[10]
- 渋谷らくご創作大賞　立川志ら乃「そばーん」　玉川太福「地べたの二人 おかず交換」（同時受賞）
  - ノミネート：立川吉笑「tion」、昔昔亭A太郎「未定」、三遊亭粋歌「すぶや」
  - 創作落語大賞審査員：長嶋有（大江賞・芥川賞作家）、木下真之（ライター・創作らくごウォッチャー）、林家彦いち、サンキュータツオ

### 2016年12月12日『しゃべっちゃいなよ』チャンピオン大会
- 渋谷らくご大賞　春風亭昇々
- 渋谷らくご創作大賞　三遊亭粋歌「プロフェッショナル」[11]
  - ノミネート：春風亭昇々「寝坊もの」、笑福亭羽光「私小説落語青春篇２」、立川吉笑「歩馬灯」、 桂三四郎「YとN」、瀧川鯉八「長崎」、三遊亭彩大「艦内の若い衆」
  - 創作落語大賞審査員：長嶋有（大江賞・芥川賞作家）、木下真之（ライター・創作らくごウォッチャー）、林家彦いち、サンキュータツオ

### 2017年12月12日『しゃべっちゃいなよ』チャンピオン大会
- 渋谷らくご大賞 おもしろい二つ目賞　瀧川鯉八
- 渋谷らくご賞　たのしみな二つ目賞　立川寸志
- 渋谷らくご創作大賞　古今亭駒次「10時打ち」
  - ノミネート：林家つる子「ストロベリー・フィールズ・フォーエバー」[注釈 1]、立川吉笑「コンプライアンス」、玉川太福「地べたの二人～おかずの初日～」、瀧川鯉八「人生あやとり」、立川志ら乃「ほぼほぼ」、林家きく麿「桃のパフェ」
  - 創作落語大賞審査員：林家彦いち、長嶋有（芥川賞・大江賞作家）、美保純（女優）、木下真之（ライター・創作らくごウォッチャー）、サンキュータツオ

### 2018年12月18日『しゃべっちゃいなよ』チャンピオン大会
- 渋谷らくご創作大賞 笑福亭羽光「ペラペラ王国」[12]
  - ノミネート：春風亭昇羊「吉原の祖」、林家きく麿「二つ上の先輩」、瀧川鯉八「めでたし」、春風亭昇々「お隣さん」、古今亭駒治「ヤクルトレディ関根さん」、立川寸志「羊が一匹」
- 渋谷らくご大賞 おもしろい二つ目賞  柳亭市童、瀧川鯉八

創作落語大賞審査員：林家彦いち、長嶋有（芥川賞・大江賞作家）、池田裕子（女優）、木下真之（ライター・創作らくごウォッチャー）、サンキュータツオ
この会は、WOWOWぷらすとでストリーミング配信・生中継された。通常の「初日公演」ではない会の生中継は初。

### 2019年12月17日『しゃべっちゃいなよ』チャンピオン大会
- 渋谷らくご創作大賞　立川談吉「生モノ干物」
  - ノミネート：瀧川鯉八「四年目」、台所おさん「兄ぃと辰の珍騒動」、立川寸志「小林」、立川談吉「生モノ干物」、立川吉笑「当日談」立川笑二「わかればなし」、柳家花いち「心スタンド」
- 渋谷らくご大賞 おもしろい二つ目賞　立川笑二

創作落語大賞審査員：林家彦いち、長嶋有（芥川賞・大江賞作家）、木下真之（ライター・創作らくごウォッチャー）、サンキュータツオ

### 2020年12月15日『しゃべっちゃいなよ』チャンピオン大会
- 渋谷らくご創作大賞　春風亭昇々「安心教」
  - ノミネート：立川談洲「やおよろず」、三遊亭粋歌「新しい生活」、立川吉笑「乙の中の甲」、春風亭昇也「うらめしや松次郎」、春風亭昇々「安心教」
- 渋谷らくご大賞 おもしろい二つ目賞　立川笑二
- 渋谷らくご　たのしみな二ツ目賞　田辺いちか

創作落語大賞審査員：林家彦いち、長嶋有（芥川賞・大江賞作家）、木下真之（ライター・創作らくごウォッチャー）、アズマリム（Vtuber）、サンキュータツオ

### 2021年12月15日『しゃべっちゃいなよ』チャンピオン大会
- 渋谷らくご創作大賞　立川吉笑「床女坊」
  - ノミネート：柳亭信楽「出世の秘密」、春風一刀「存在感」、立川談洲「そのおんな」、立川笑二「お義父さん」、立川吉笑「床女坊」、三遊亭青森「ミュージックスクール」
- 渋谷らくご大賞 面白い二つ目賞　立川吉笑

創作落語大賞審査員：長嶋有（芥川賞/大江賞作家）、福嶋麻衣子（アイドルプロデューサー/もふくちゃん）、木下真之（ライター/創作落語ウォッチャー）、林家彦いち（プロデューサー）、サンキュータツオ
渋谷らくご大賞と渋谷らくご創作大賞を同時受賞したのは初めてのこと。

### 2022年12月14日『しゃべっちゃいなよ』チャンピオン大会
- 渋谷らくご創作大賞　桂伸べえ「広末写真集」
  - ノミネート：桂伸べえ「広末写真集」、春風亭昇羊「のれんわけ」、三遊亭青森「武士道」、立川吉笑「伊賀一景」、立川笑二「ちむわさわさぁ」
- 渋谷らくご大賞 面白い二つ目賞　立川吉笑、田辺いちか
- 渋谷らくご　たのしみな二ツ目賞　三遊亭青森

創作落語大賞審査員：長嶋有（芥川賞/大江賞/谷崎賞作家）、平岡直子（歌人）、木下真之（ライター/創作落語ウォッチャー）、林家彦いち（プロデューサー）、サンキュータツオ
史上最も審査が紛糾し、結果が発表されるまで時間を要した。最終的には満場一致でチャンピオンが決定した。
出場順が最初の演者が大賞を受賞したのは史上初。

### 2023年12月8日『しゃべっちゃいなよ』チャンピオン大会
- 渋谷らくご創作大賞　柳亭信楽「腰痛」
  - ノミネート：柳家花ごめ「インタビューウィズマーメイド」、柳家やなぎ「Barの奥」、立川笑二「すきなひと」、春風一刀「恋する惑星」
- 渋谷らくご大賞 面白い二つ目賞　三遊亭青森
- 渋谷らくご優秀賞 楽しみな二つ目賞　柳家小ふね

創作落語大賞審査員：平岡直子（歌人）、宮田珠己（作家/エッセイスト）、木下真之（ライター/創作落語ウォッチャー）、林家彦いち（プロデューサー）、サンキュータツオ
審査員として毎年参加していた長嶋有は都合により不参加となったが、事前にネタを鑑賞し感想メッセージを述べた。また優勝者には2023年に出版された著書が贈呈された。
また例年しゃべっちゃいなよチャンピオン大会の前に発表されていた渋谷らくご大賞は、公演最終日である2023年12月12日の公演前に行われた。

### 2024年12月13日『しゃべっちゃいなよ』チャンピオン大会
- 渋谷らくご創作大賞　立川談吉「ゲル状のもの」
  - ノミネート：林家きよ彦「免許皆伝」、三遊亭青森「スタッフルーム」、瀧川鯉八「ハンサム」、柳亭信楽「お馬さん」
- 渋谷らくご大賞 面白い二つ目賞
- 渋谷らくご優秀賞 楽しみな二つ目賞

創作落語大賞審査員：長嶋有（芥川賞・大江賞作家）、Bose（スチャダラパー、ラッパー）、メグマイルランド（漫画家・画家）、木下真之（ライター/創作落語ウォッチャー）、林家彦いち（プロデューサー）、サンキュータツオ
立川談吉が史上初めてとなる2度目の大賞を受賞した。

## 特筆すべき公演
2014年11月 渋谷らくご発足公演
2014年11月8日（土）～11月11日（火）までの4日間公演。事前の周知や宣伝が十分ではないなか行われたが、早くもSNS上で多くの反響が寄せられた。
2015年5月11日 20時 渋谷らくご
二ツ目の講談師、神田松之丞が初めてトリを取る会で渋谷らくご史上初の満員札止めとなった。そこで松之丞は自作の新作講談「グレーゾーン」を演じ、好評を得た。自身もマクラなどで、その会の熱狂的な雰囲気を口にすることがある。
2015年 11月13日（金）～18日（水）渋谷らくご1周年特別公演
渋谷らくご史上初の６日間にわたる公演。
2016年1月12日（火）柳家ろべえがトリを取る会
当時二ツ目の柳家ろべえ（現・柳家小八）がトリを務めた会。春風亭一之輔、神田松之丞、そして師匠の柳家喜多八が出演するということで会場は超満員となった。正月公演ということもあり、特別にお年玉口上が行われた。
2016年11月11日（金）～16日（水）渋谷らくご2周年特別公演
従来の落語会では考えられなかった、事前に出演者を明かさない「お楽しみ枠」を設けた。また前年の渋谷らくご大賞受賞者の瀧川鯉八が6日間すべてに出演した。
お楽しみ枠では、立川志らくや柳家喬太郎など、通常渋谷らくごには出演しない特別ゲストが高座にあがった。
2017年9月8日（金）～12日（火）立川左談次 落語家生活五十周年記念興行
渋谷らくごに毎月出演している立川左談次の落語家生活50周年を記念した特別興行。期間中毎日、立川左談次が出演したほか、春風亭一朝、立川龍志、柳家小里んなど、通常渋谷らくごには出演しないベテランの落語家も高座にあがった。以上のことから開催前から注目度が高く、結果的にそれまでの渋谷らくごの月間入場者数の新記録を更新する盛況となった。
2017年9月11日（月）18:00開演「ふたりらくご 小痴楽十番勝負 扇辰編」
入船亭扇辰・柳亭小痴楽による二人会の予定が、小痴楽が寝坊で出番に間に合わず、急きょ扇辰が二席演じる独演会となった。
2017年11月10日（金）～15日（水）渋谷らくご3周年記念御礼興行
通常興行より1日多い6日間の公演。前年に引き続き、立川志らくや柳家喬太郎、また初登場となる柳家花緑など、通常渋谷らくごには出演しない特別ゲストが出演する。
2018年11月9日（金）～14日（水）渋谷らくご4周年記念御礼興行
通常興行より1日多い6日間の公演。立川志らくや瀧川鯉昇など、通常渋谷らくごには出演しない特別ゲストが出演したほか、『昭和元禄落語心中』原作者の雲田はるこがトークゲストとして参加した「渋谷らくご くもはるフェスin 渋谷らくご」も開催された。会場では、4周年を記念した冊子「渋谷らくご 2018」が販売された。
2019年1月12日（土）14:00開演「渋谷らくご　ザッツ・演芸テイメント！ 若手競演」
開口一番の柳家わさびが「反対俥」を演じた後、次に上がった立川こしらが、わさびの許可を得た上で同じ「反対俥」を続けて演じるという、通常の寄席やホール落語ではありえない番組となった。ただし、立川こしらの「反対俥」は通常の古典落語とは異なる独自の解釈を含む内容なので、観客には全く同じ噺に聞こえたわけではない。
2019年3月8日（金）・11日（月）立川左談次追善興行
前年3月に亡くなった立川左談次を偲び、ゆかりが深い落語家が登場する特別興行が行われた。また左談次生前の映像が高座に投影された。2017年9月に行われた立川左談次 落語家生活五十周年記念興行での高座5席を収録した『立川左談次 五十年目の五日間』も会場限定で販売された。
2020年4月10日（金）～14日（火）渋谷らくご4月公演
新型コロナウイルス感染拡大に伴う政府と東京都からの要請を受け、10日から14日まで予定されていた全公演を中止。10日にnoteの協力により、ユーロスペースから三Ｋ辰文舎（入船亭扇辰・橘家文蔵・柳家小せん）による無観客の落語と音楽のオンライン特別公演を生配信した。配信視聴者320名。
2020年5月8日（金）～12日（火）渋谷らくご5月公演
新型コロナウイルス感染拡大に伴う政府と東京都からの要請を受け、5月公演全公演を無観客で開催の上有料オンライン生配信した。前月に続き、noteでチケットを販売。ユーロライブからチケット購入者にライブ配信された。配信視聴者は各回111～325名。
2020年6月12日（金）～16日（火）渋谷らくご6月公演
2020年春に昇進、披露公演が中止となった新真打・二つ目の顔見世公演と銘打ち、50席限定＋有料オンライン生配信という形の開催となった。最終公演のみ創作落語の「しゃべっちゃいなよ」が開催されたが、これには新真打の瀧川鯉八が出演した。
2020年7月10日（金）～14日（火）渋谷らくご7月公演
68席限定+有料オンライン生配信での開催。通常の鑑賞・配信チケットの販売とは別に、出演料の支払い・劇場維持・配信環境維持のための「応援チケット」（1枚1000円）をオンラインで販売、公演収支は赤字を免れた。応援チケット購入者には「ささやかな御礼」が贈られた。
2020年11月13日（金）～18日（水）渋谷らくご11月公演
劇場観覧80席限定（前売券40枚+当日券40枚）、有料オンライン生配信（各回200枚売り止め）での開催。感染症による運営制限により公演維持が難しいという理由で、18時開演の回の観覧料金・全公演の配信チケット代を値上げした。最終日の18日夜の公演には神田伯山が真打昇進後初登場、劇場観覧・オンラインとも満席となった。
2020年12月11日（金）～15日（火）渋谷らくご12月公演
新型コロナウイルス感染再拡大に伴い、前売券の販売を中止。劇場観覧80席限定（全席当日券）、有料オンライン生配信（各回200枚売り止め）での開催。初の試みとして、12月全公演視聴チケット（5日間11公演すべて視聴可）を15,000円（通常全公演を購入の場合23000円）で販売した。
2021年1月8日（金）～12日（火）渋谷らくご1月公演
12月公演に準じての開催を予定していたが、公演前日の1月7日に一都三県に対する緊急事態宣言が発出、20時までの営業時間短縮を要請。それを受けて翌日の8日午前に、終演が20時以降になる回は（1月8日と12日の20:00開演の回と9日の「おしゃべり緑太の会」（19:45開演））は無観客・有料オンライン生配信での開催となった。また、初の試みとして、1月9日～11日の三連休の公演に来場した今年新成人となる若者を無料とした（要身分証明書提示）。
2021年2月12日（金）～16日（火）渋谷らくご2月公演
緊急事態宣言の継続を受け、1月に続き終演が20時以降になる回は（12日と15日の20:00開演の会、13日の「おしゃべり緑太の会」、16日の「しゃべっちゃいなよ」）はチケット発売を中止、有料オンライン配信のみでの開催となった。ただし完全無観客ではなく客席に「観覧スタッフ」（笑い屋ではない。招待客など）を入れて、その笑い声などの反応を入れて配信する形をとった。
2021年3月16日（火）「ふたりらくご 真打競演：コントラスト落語会」
立川こしらと入船亭扇里の「ふたりらくご」公演。立川こしらが、鰍沢などのストーリーも入った独自の解釈による「紺屋高尾」を演じた後、続けて上がった入船亭扇里もこしらに対するアンサーソング的な「紺屋高尾」を口演。終演後の演目掲示では、通常の寄席ではあり得ない同じ演目が並ぶ形となった。
2021年4月9日（金）～13日（火）渋谷らくご4月公演
公演前日の4月8日に、東京23区内に12日からの「新型コロナウイルス感染症まん延防止等重点措置」が発令。飲食店への20時以降の営業短縮要請があったが、終演が20時以降になる回も含めて全公演チケット80枚（当日券のみ）+生配信・アーカイブ視聴チケット200枚での開催となった。
2021年5月14日（金）～18日（火）渋谷らくご5月公演
4月25日に発令された緊急事態宣言の延長を受けて、20時開演の回の開演時間が19時に変更になった。また、18時開演の回は通しチケットが発売され、20時→19時開演の回を引き続き見ることも可能となった。
2021年5月16日（日）「立川吉笑、三題噺でトリに挑む！」
二ツ目でトリをとることになった吉笑からの提案で、渋谷らくご初の試みとなる三題噺に挑戦。お題は「ババロア」「ノック」「文庫本」。
2021年7月9日（金）～14日（水）渋谷らくご7月公演
通常、平日の公演は18:00からの1時間、20:00からの2時間の2公演だったが、19:00からの2時間公演の1公演に変更され、水曜日までの6日間公演となった。例外として、こしら・扇里の「ふたりらくご」のみ、17:45からの1時間で開催される。
2022年3月11日（金）～16日（水） 渋谷らくご3月公演「渋谷らくご」吉笑三題噺六日間
立川吉笑が前年の渋谷らくご創作大賞を受賞したことを記念し、6日間連続で三題噺に挑戦する特別公演。
『遠州のパイ』、『笑福亭羽光失踪事件』、『そゔぁ』、『チェアマン』、『ピロティの罠』、『ネグリジェ飛行機』の6作品が生まれた。
2022年11月11日（金）～16日（水）渋谷らくご11月公演
渋谷らくご8周年特別興行として開催された。林家正蔵などの特別ゲストが登場したほか、8周年を記念した公式グッズが発売された。
2023年1月13日（金）～17日（水）渋谷らくご1月公演
コロナ下で変更されていた開催時間、日数を元に戻し、従来の5日間10公演（＋はやおきらくご、緑太の会）となった。
2023年3月10日（金）～14日（火） 渋谷らくご3月公演「渋谷らくご」吉笑三題噺五日間
前年に続き、立川吉笑が三題噺に挑戦する特別公演。
『一（千人前）』、『ねづっちのこ』、『犬旦那』、『ホケキョー』、『えゔえゔ』の5作品が生まれた。特に『犬旦那』は会心の出来で、その後も自身の持ちネタとして頻繁に演じられている。

## メディア

### ストリーミング配信
- WOWOWぷらすと（毎月公演初日20時からの会は生中継される、2019年5月まで）[29]

### ポッドキャスト
- 渋谷らくごのポッドキャスト「まくら」（2015年7月より配信）[30]

不定期に金曜日に配信される。おおむね2か月ほどで配信終了となるが、まれに過去配信した音源を再配信することがある。
当初は渋谷らくごで演じられた高座のまくら部分だけを配信していたが、のちに高座全体の配信になった。高座音源の前後に、サンキュータツオによる配信内容の解説、渋谷らくごの案内、渋谷らくごに寄せられたメールやレビューの紹介などが入る。

### ラジオ
- 『渋谷×文化ラジオ～サンキュータツオと渋谷らくご』 文化放送 毎週火曜日19:00～21:00 2017年10月3日～2018年3月28日[31]

渋谷らくごキュレーターのサンキュータツオ自らが出演し、渋谷らくごの音源を放送する番組。

### 衛星放送
- 『はやおき落語』WOWOWプライム　月~金 6:15~7:00  2018年5月1日~　（全100回）

渋谷らくごの高座から毎朝一席ずつ配信。

## オリジナルグッズ

### 非売品
- 渋谷らくごオリジナル手ぬぐい（スタンプカード特典）

2015年11月から一定期間、来場者に渋谷らくごスタンプカードが配布された。公演を観るたびにスタンプがもらえ、8個貯まるとオリジナル手ぬぐいと1公演無料で見られる優待券がもらえた。またこのオリジナル手ぬぐいかスタンプカードを提示すると、土曜20時からの公開稽古会が割引になるサービスが実施されていた。

### 過去販売されていたもの
- 渋谷らくご一周年記念本

2015年11月発売。渋谷らくご発足から一周年を記念し発行された冊子。250部限定で会場のみで販売された。価格は2,000円。著者はサンキュータツオ。会の説明や、レギュラー出演者の紹介など、渋谷らくごをより楽しむための内容になっている。巻末には発足から1年間の全出演者・演目が記載されている。
- 渋谷らくごオリジナル神田松之丞クリアファイル

2016年9月発売。演芸写真家の橘蓮二氏が撮影した神田松之丞の写真が大胆にあしらわれたクリアファイル。価格は700円。発売当初、モデルとなった神田松之丞が渋谷らくごの高座で「売れていない」「写真のチョイスがおかしい」など、ネタにした。
- 渋谷らくごオリジナル高座扇（shiburaku）

2017年10月発売。白地に座布団、「shi bu ra ku」と書かれたドットがデザインされた高座扇。価格は3,500円。
- 渋谷らくご3周年記念Tシャツ

2017年11月発売。渋谷らくご3周年を記念して作成された。ホワイト、ネイビー、ワインレッドの三色で、価格は各色3,000円。「SHIBUYA×RAKUGO 3RD ANNIVERSARY」とプリントされている。
- 入船亭扇里 落語音源入りUSBメモリ

2017年4月発売。入船亭扇里が渋谷らくごで演じた20席の音源データが記録されたUSBメモリ。外装は木でできており、扇里という文字が彫られている。50本限定、価格は10,000円。当初、高額商品のため売れ行きが心配されたが、会場販売分は翌月5月で、本人手売り分も6月に完売した。
- さだやん応援グッズ「立川左談次　渋谷らくご名演集」USBメモリ

2017年9月発売。発売数は50本。価格は10,000円。渋谷らくごで口演された10席が記録されたUSBメモリ。外装は木でできており、「左談次」の文字と、立川流の紋である丸に左三蓋松が刻まれている。
発表当初より注目が集まり、5日間の渋谷らくご開催期間中で50本全てが完売した。
- さだやん応援グッズ 「後頭部深川　点滴桜ヶ丘」Tシャツ

2017年9月発売。発売数は50枚。価格は3,000円。落語家生活50周年を迎えた立川左談次の高座での発言をモチーフにしたTシャツ。色は白地に紺文字と紺地に白文字の2色展開。サイズはS、M、L、LL。渋谷らくご期間中のみの発売。
- 渋谷らくごオリジナル高座扇

2017年4月発売。白地に松葉、水玉と、「渋谷らくご」と書かれた赤い座布団がデザインされた高座扇。価格は3,500円。
- 瀧川鯉八 渋谷らくご名演集

瀧川鯉八の渋谷らくごでの音源を収録した2枚組CD。2018年6月発売。収録演目は「俺ほめ」「魔術」「長崎」「科学の子」「おはぎちゃん」。サンキュータツオによる解説音声も収録されている。価格は2,000円。私家版であり、渋谷らくごの会場などで販売された。
2018年11月、瀧川鯉八のTwitterで完売したことが明らかにされた。
- 渋谷らくご 2018

2018年11月発売。渋谷らくご4周年を記念し、渋谷らくごの会場で、1日限定50冊販売された。価格は2,500円。渋谷らくごの出演者や、演じられた演目を紹介している。出演者のプロフィールは、重藤暁が担当した。
- 立川左談次 五十年目の五日間

2017年9月に行われた立川左談次 落語家生活五十周年記念興行で左談次が演じた５席（反対俥、浮世床、短命、妾馬、阿武松）が収録された３枚組ＣＤ。価格は3,000円だが、渋谷らくご会場では、2,500円で販売された。
- 渋谷らくご手ぬぐい（提灯）

2016年9月発売。真っ赤な地に出演者の名前が書かれた提灯がデザインされた手ぬぐい。価格は1,000円。会場とWOWshopで販売されている。
- 渋谷らくごオリジナル手ぬぐい（しぶらく噺家７８）

2017年4月発売。白地に小さなひらがながたくさん描かれており、それらをつなげて読むと渋谷らくご出演者の名前になる。オレンジ、パープル、サックスの3色展開。価格は1,500円
- 古今亭志ん五 真打昇進襲名記念　渋谷らくご名演集CD

古今亭志ん五の真打昇進を記念したCD。収録演目は「締め込み」「子別れ」。価格は1,500円。私家版であり、渋谷らくごの会場などで購入できる。
- 渋谷らくご8周年記念グッズ

SUZURI での期間限定受注生産による販売。Tシャツ、ロングTシャツ、スウェット、パーカー、トートバッグ、エコバッグがあり、いずれも80個の赤い提灯に出演者の名前が印字されているデザイン。

## 関連書籍
- サンキュータツオ『渋谷らくご一周年記念本 渋谷らくご 2014.11-2015.10』
- 『落語とメディア』　早稲田大学坪内博士記念演劇博物館、2016年10月
- 『らくごころ　~落語心~』橘蓮二(写真）ぴあ、2016年1月
- 広瀬和生『21世紀落語史　すべては志ん朝の死から始まった』光文社新書、2020年1月、「シブラクが成功した理由」P326-331
- サンキュータツオ『これやこの』KADOKAWA 2020年6月